# Ollomont
Ollomont (pron. /ɔlɔmɔ̃/ ; Alomón in patois valdostano) è un comune italiano di 170 abitanti della Valle d'Aosta.
Si trova in Valpelline.

## Geografia fisica
In inverno le temperature sono particolarmente rigide. La Valpelline, di cui il vallone di Ollomont costituisce la parte settentrionale, viene denominata localmente Coumba freida in patois o Combe Froide in francese, che vuol dire "valle fredda".

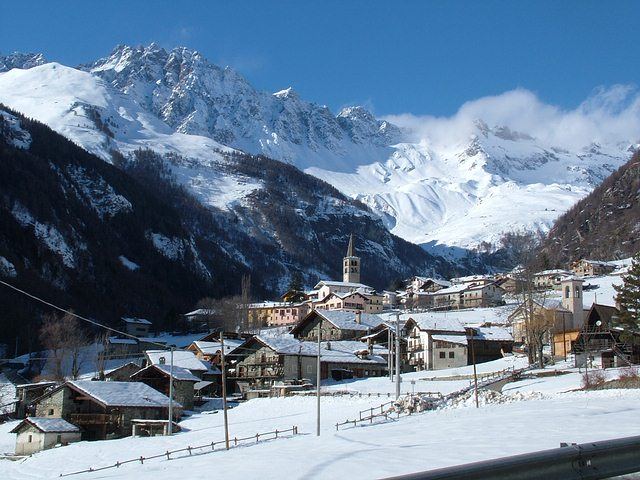
Panorama invernale

## Storia
All'epoca dei Salassi la valle fu attraversata dai commerci di metalli e altri materiale con il Vallese, che avvenivano attraverso il valico della Fenêtre de Durand. Da qui passarono sia il teologo protestante Giovanni Calvino diretto alla Fenêtre de Durand per cercare rifugio in Svizzera, sia Luigi Einaudi, futuro presidente della Repubblica Italiana, in fuga dalla polizia nazifascista.
Nel XVII secolo nel territorio si svilupparono in maniera industrializzata le attività estrattive dalle miniere di rame, dichiarate esaurite già intorno al 1945. Proprietaria delle miniera era la Famiglia Ansermin, già proprietaria del palazzo omoninmo a Aosta.
Fu in particolare ad inizio '900 che le miniere conobbero il loro periodo di maggior sfruttamento, anche grazie agli importanti investimenti effettuati per la costruzione di forni americani a Frissonière, per l'impianto della laveria e per la costruzione della centrale idroelettrica proprio a Ollomont.
In epoca fascista, il toponimo fu italianizzato in Ollomonte, dal 1939 al 1945.
Il 21 agosto 2021, il paese conferisce a Marta Cartabia, ministro della giustizia in carica, la cittadinanza onoraria.

### Simboli
Lo stemma e il gonfalone sono stati concessi con decreto del presidente della Giunta Regionale  n. 522 del 10 novembre 2008.
Il gonfalone è un drappo di bianco.

## Monumenti e luoghi d'interesse
- la Chiesa parrocchiale di Sant'Agostino, in località Bas[13], risalente al 1775.
- la Cappella della Madonna delle Nevi e di San Gregorio
- la Cappella di San Bernardo e di San Teodulo, a By
- la Cappella di Santa Margherita
- casa Farinet
- le gallerie di Saint-Jean, parte delle miniere intorno al Mont Vélan[14][15]

## Società

### Evoluzione demografica
Abitanti censiti

### Lingue e dialetti
Come nel resto della regione, anche in questo comune è diffuso il patois valdostano.

## Cultura

### Biblioteche
In frazione Capoluogo 47 ha sede la biblioteca comunale, intitolata a Joseph-Marie Henry.

### Eventi

#### Carnevale dellaCombe Froide
A carnevale, di grande interesse la sfilata delle Landzette, le maschere tradizionali della Combe Froide. Tali maschere sono ispirate alla divisa delle truppe napoleoniche, che seminarono il terrore al loro passaggio nel maggio del 1800. Per esorcizzare questo evento, la popolazione della Combe Froide, la zona della Valpelline e della Valle del Gran San Bernardo, ha elaborato nei secoli una parodia delle divise militari dell'epoca, e il giorno di carnevale percorre tutti i comuni delle due vallate in maniera festosa.

#### Fëta à l'âno
Dagli anni settanta si tiene la Fëta à l'âno (che significa "Festa dell'asino" in patois valdostano) che culmina con il Palio dell'asino, evento partecipato anche da squadre di altre regioni; l'asino era in passato massicciamente presente nella zona, sia come aiuto nel trasporto dalle miniere sia come animale da soma per gli abitanti.

## Amministrazione
Fa parte dell'Unité des Communes valdôtaines Grand-Combin.
Di seguito è presentata una tabella relativa alle amministrazioni che si sono succedute in questo comune.
| Periodo           | Periodo           | Primo cittadino | Partito      | Carica  | Note   |
| ----------------- | ----------------- | --------------- | ------------ | ------- | ------ |
| 1º giugno 1985    | 25 maggio 1990    | Giulio Dannaz   | -            | Sindaco | [ 17 ] |
| 25 maggio 1990    | 29 maggio 1995    | Giulio Dannaz   | -            | Sindaco | [ 17 ] |
| 29 maggio 1995    | 8 maggio 2000     | Giulio Dannaz   | -            | Sindaco | [ 17 ] |
| 8 maggio 2000     | 9 maggio 2005     | Giulio Dannaz   | lista civica | Sindaco | [ 17 ] |
| 9 maggio 2005     | 24 maggio 2010    | Joël Créton     | lista civica | Sindaco | [ 17 ] |
| 24 maggio 2010    | 11 maggio 2015    | Joël Créton     | lista civica | Sindaco | [ 17 ] |
| 27 maggio 2015    | 19 settembre 2020 | Joël Créton     | lista civica | Sindaco | [ 17 ] |
| 20 settembre 2020 | in carica         | David Vevey     | lista civica | Sindaco | [ 17 ] |

## Sport
In questo comune si gioca a rebatta, caratteristico sport tradizionale valdostano.
Il paese è inoltre base ideale per ascensioni alpinistiche, percorsi escursionistici di interesse regionale ed internazionale, come l’Alta Via n.1 ed il Tour des Combins, e attività di arrampicata. In inverno, la località offre sci di fondo, passeggiate con le racchette da neve, sci alpinismo e arrampicata su ghiaccio.

## Galleria d'immagini

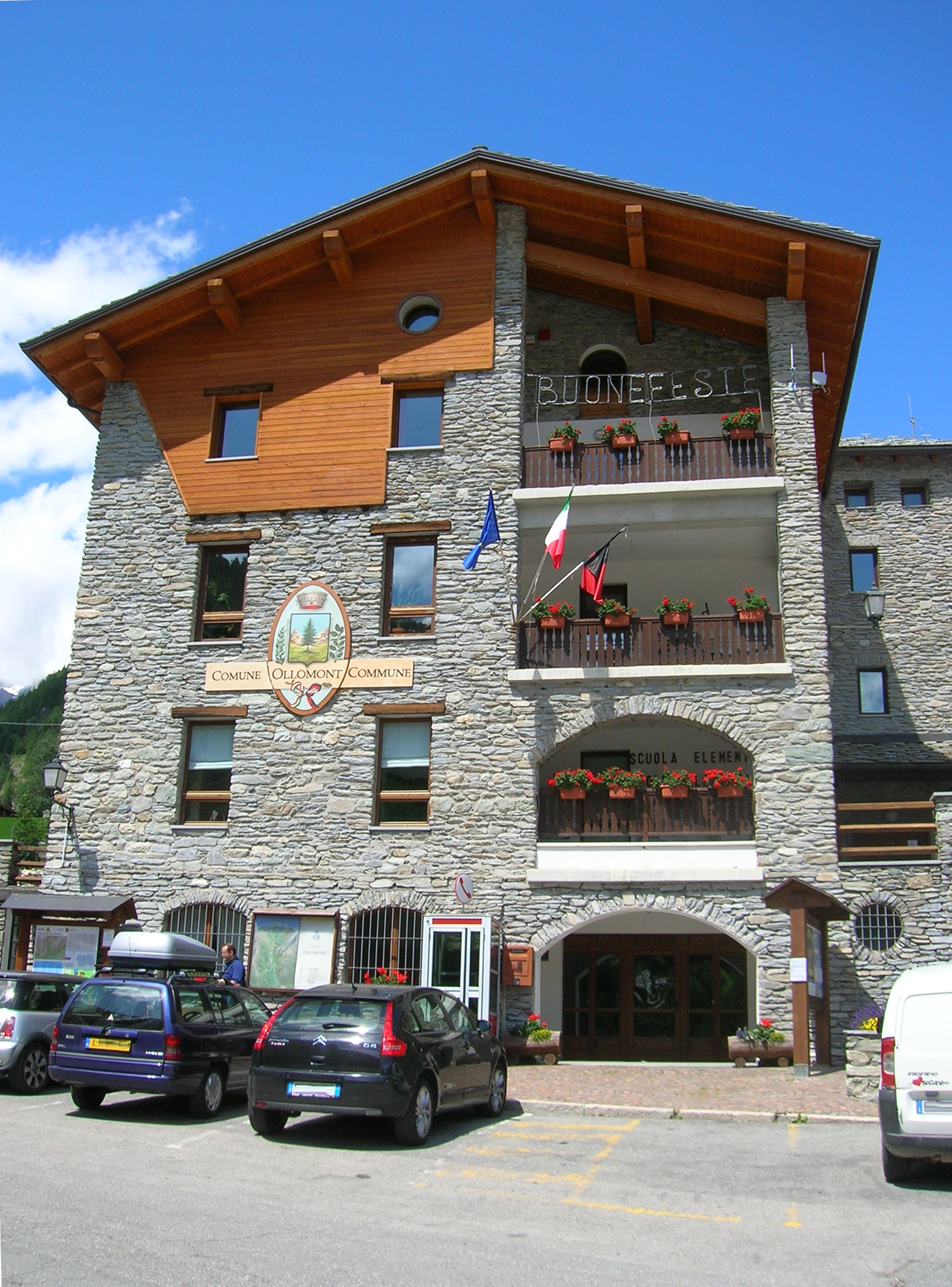
Il municipio.
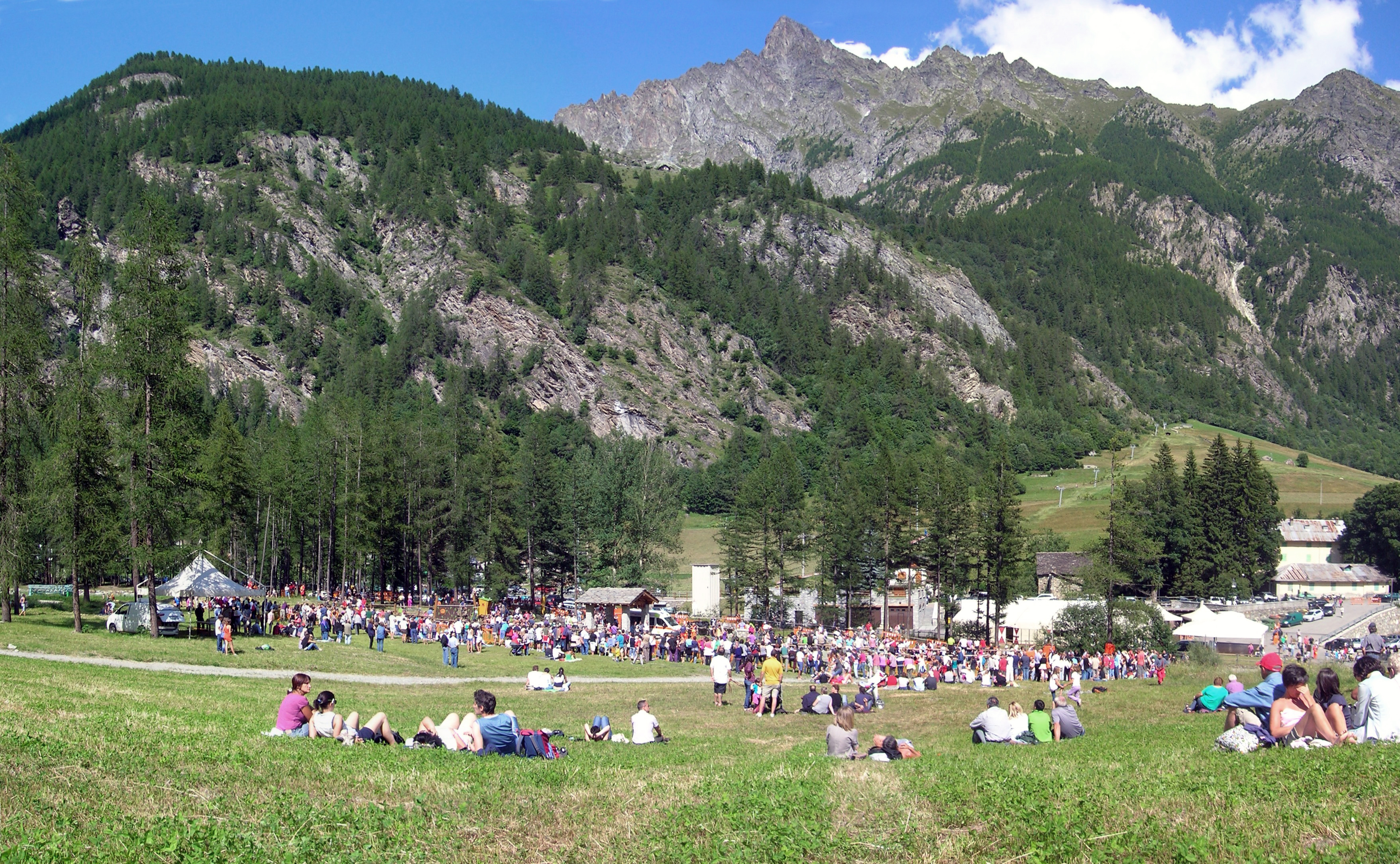
La Fëta à l'âno (Festa dell'asino) 2012, in località Rey.
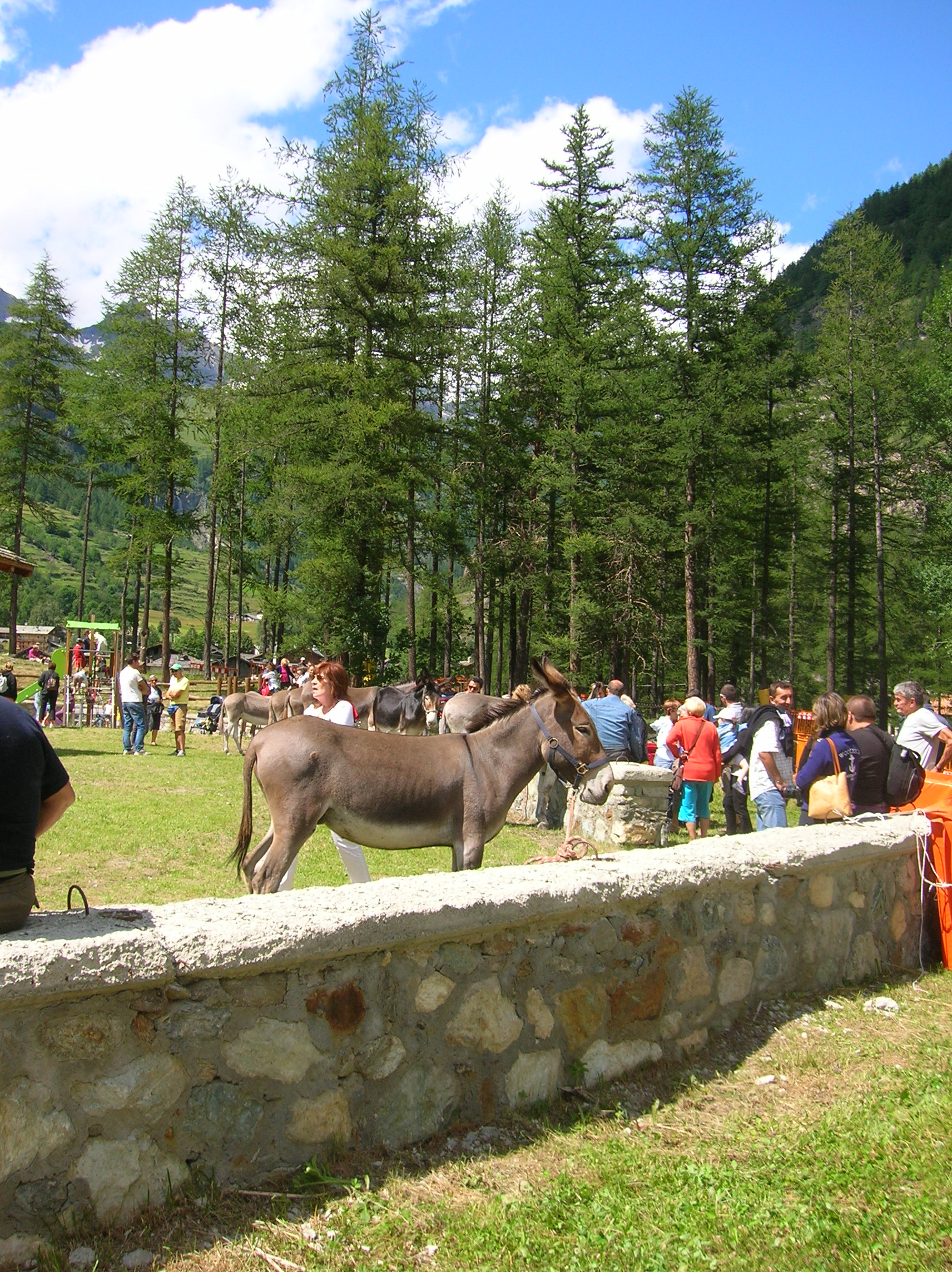
Fëta à l'âno 2012. La sagra si tiene dagli anni settanta.
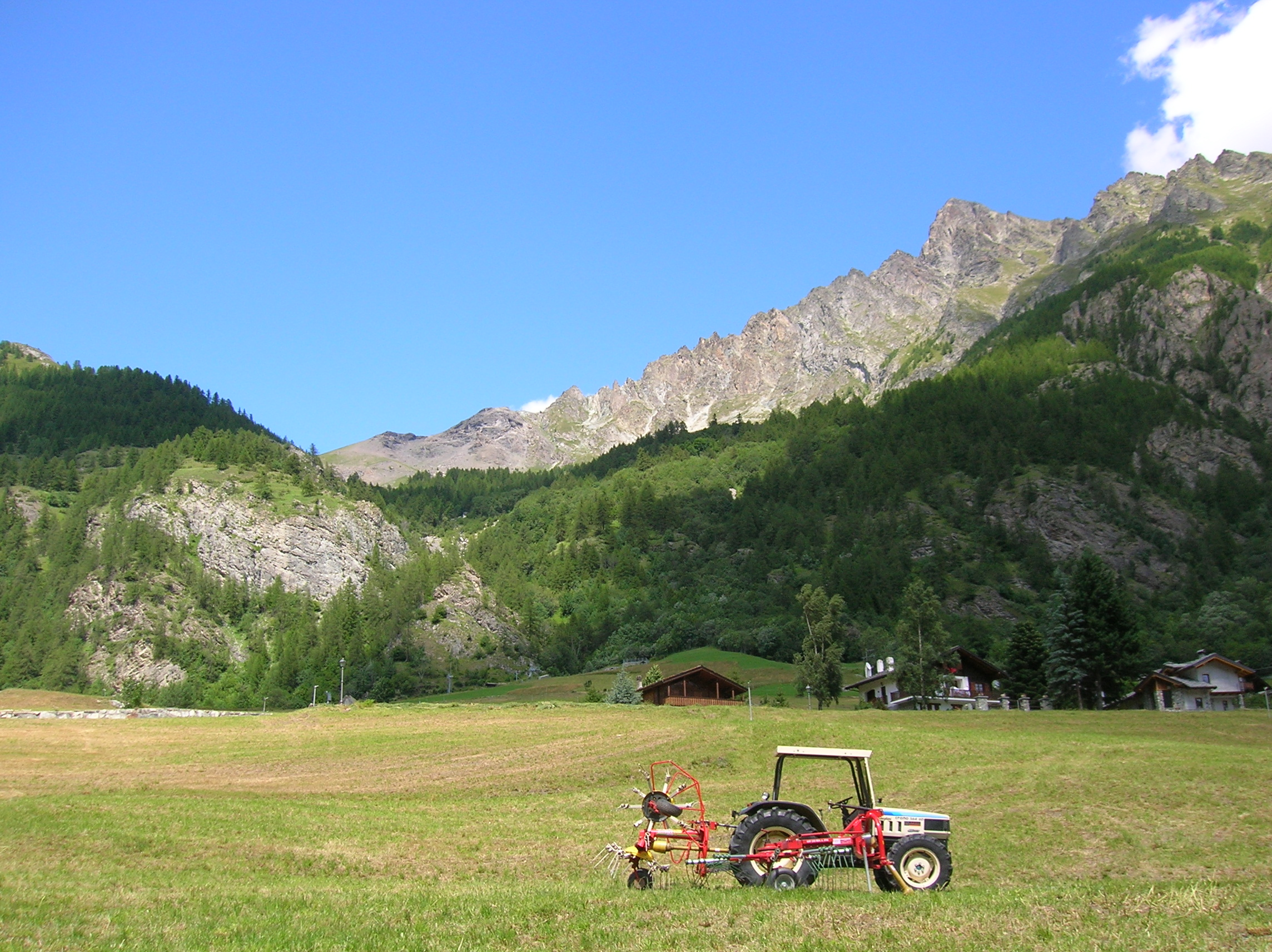
Panorama.
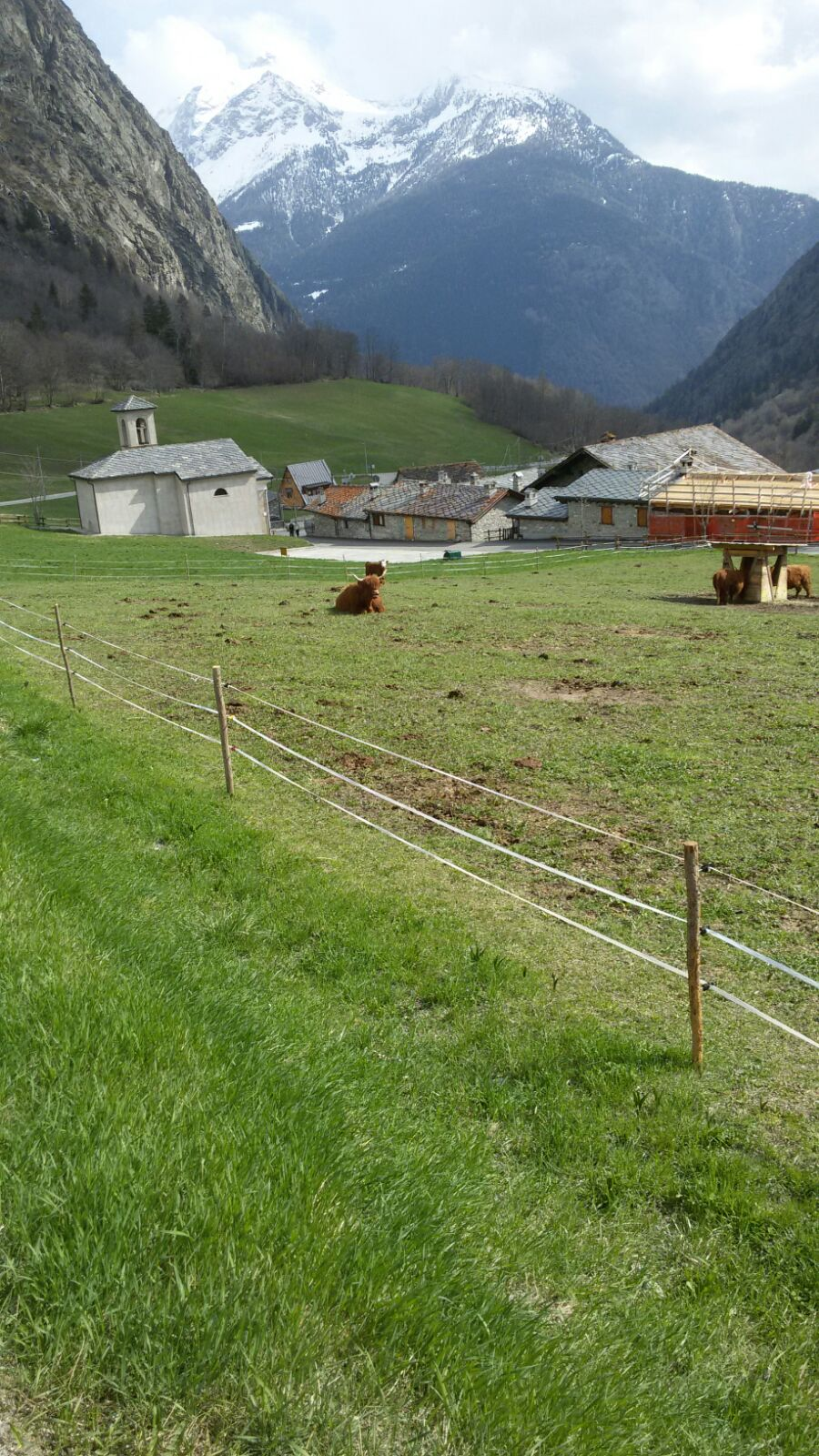
Panorama intorno al villaggio Glassier.
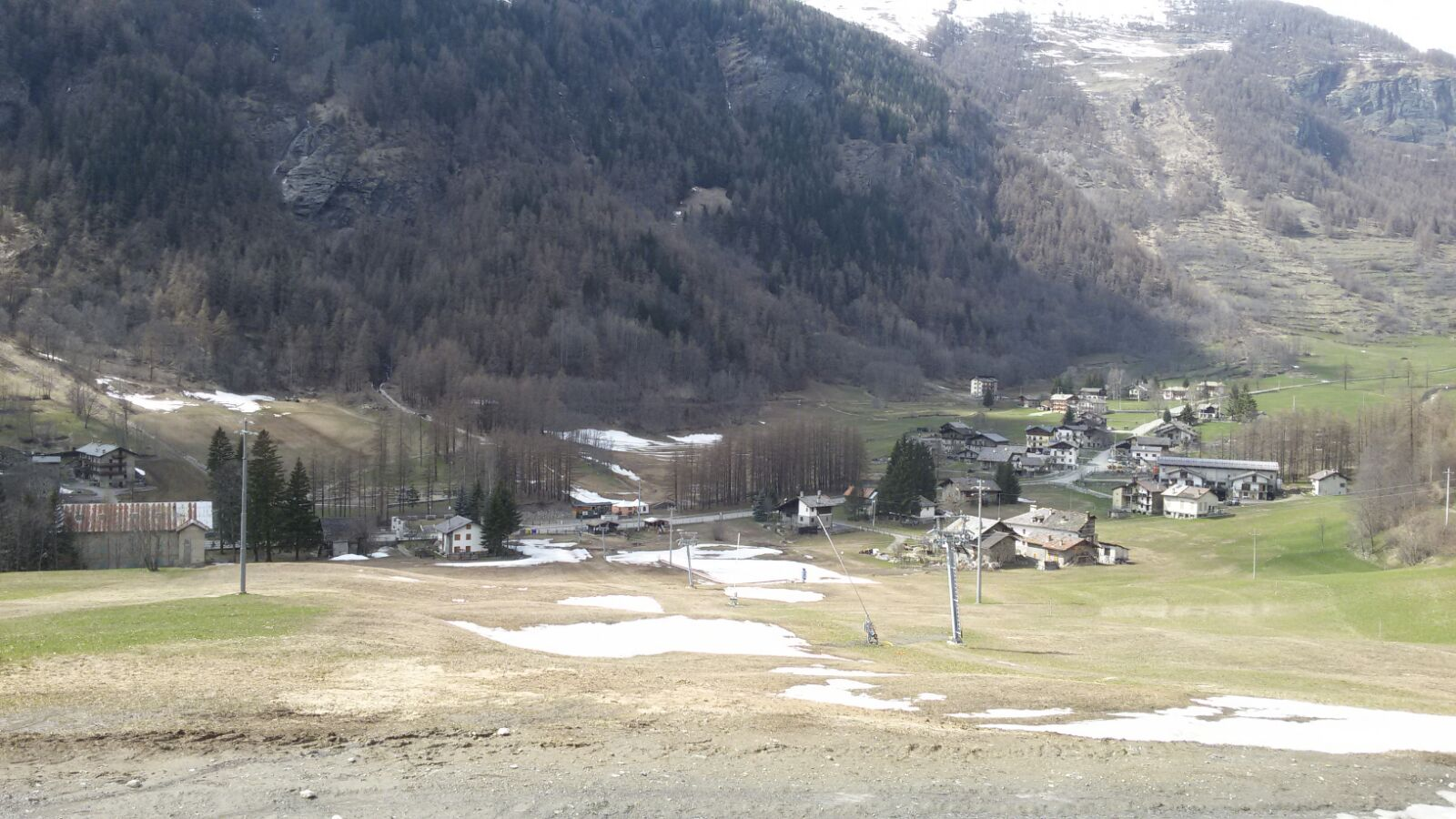
Panorama intorno al villaggio Glassier.
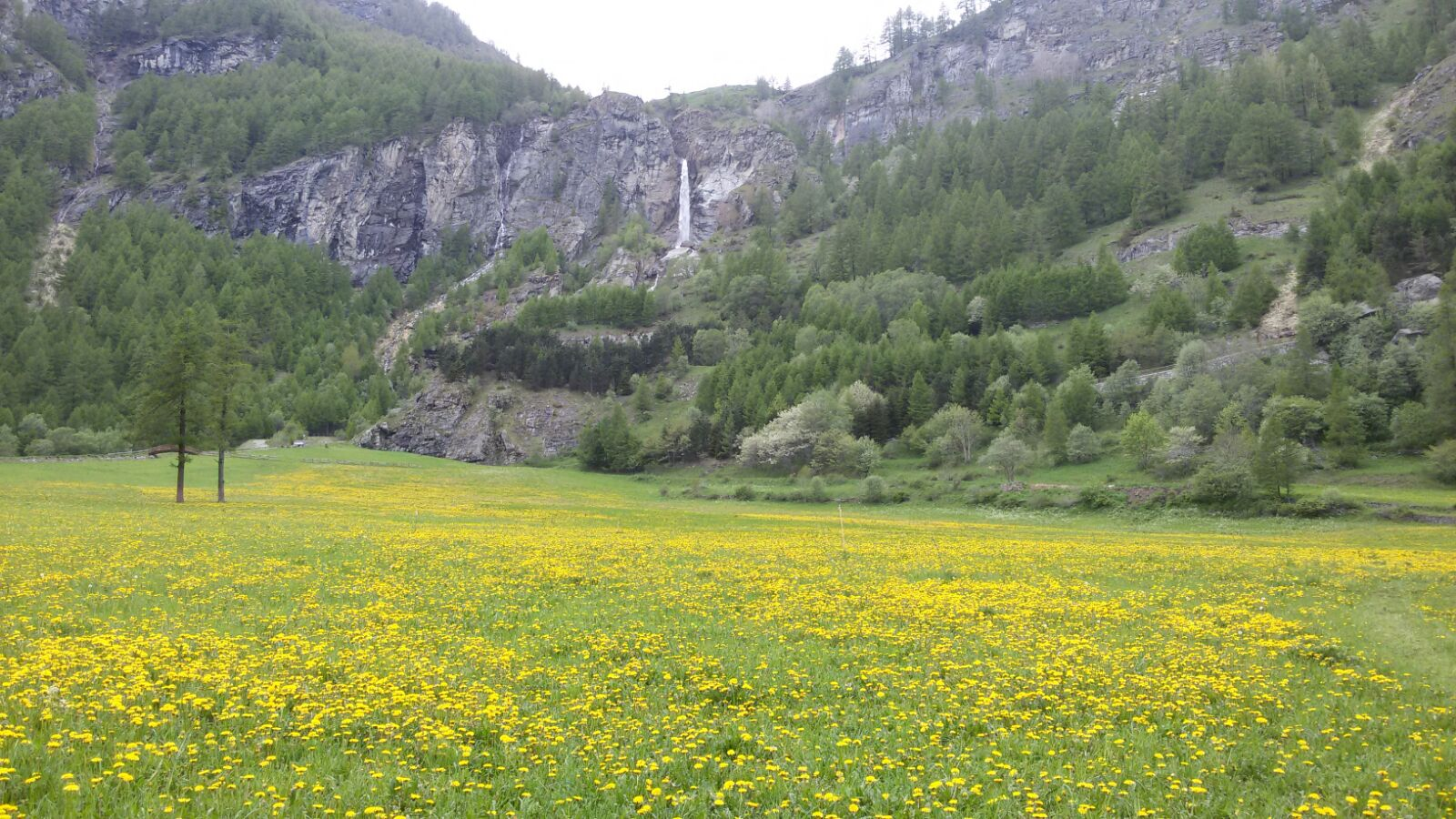
Panorama intorno al villaggio Glassier.
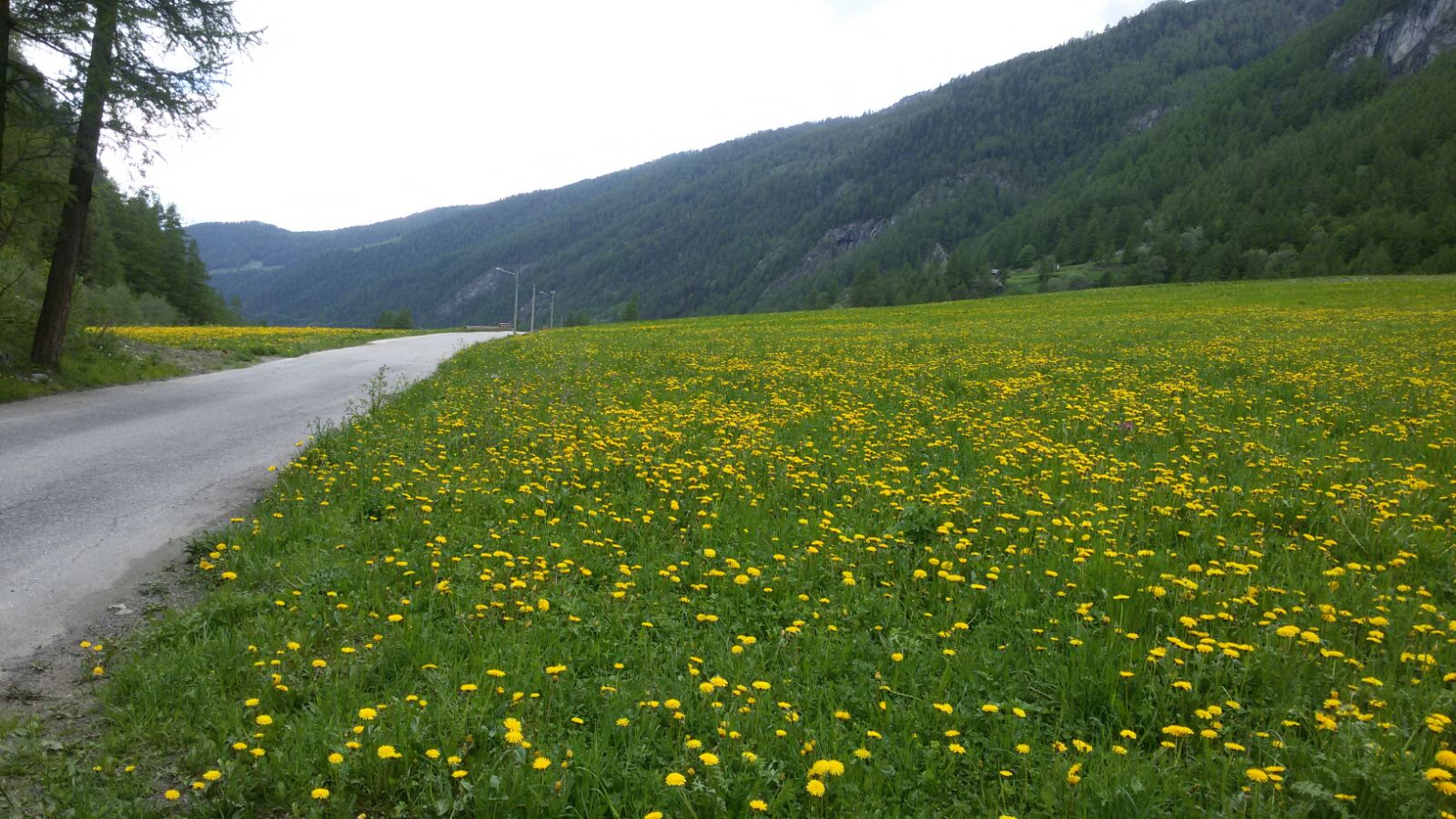
Panorama intorno al villaggio Glassier.